# زمین تنیس

زمین تنیس و ابعاد آن

زمین تنیس (به انگلیسی: Tennis court) مکانی است که در آن تنیس بازی می‌شود. زمین تنیس، سطحی مستطیلی و سفت است دارای یک تور پست که در طول مرکز کشیده شده‌است می باشد. این سطح یکسان هم برای بازی یک‌نفره و هم برای بازی دونفره به کار می‌رود.

## ابعاد
تنیس بر روی سطح تخت مستطیلی بازی می‌شود که معمولاً از چمن، خاک رس، بتن(زمین‌های سخت) یا ترکیبات معلق ساخته می‌شود. زمین تنیس ۲۳٫۷۷ متر(۷۸ فوت) طول و ۸٫۲۳ متر(۲۷ فوت) عرض برای رقابت‌های تک‌نفره و ۱۰.۹۷ متر(۳۶ فوت) برای دونفره است. فضای افزوده‌ای در پیرامون زمین برای دسترسی بازیکنان به توبهای اوت شده به عرض 60 فوت (18.29 متر) و طول 120 فوت (36.58 متر) نیاز است. تور در عرض کامل زمین کشیده شده، به موازات زمین و آن را به دو نیمه مساوی تقسیم می‌کند. تور 3 فوت و 6 اینج (1.07 متر) در گوشه‌ها (پست ها) و 2 فوت 11 اینچ (0.91 متر)در مرکز ارتفاع دارد.
قسمت راست هر بازیکن deuce court خوانده می‌شود و قسمت چپ آن ad court (مخفف advantage court) نامیده می‌شود.